# Daron Malakian and Scars on Broadway

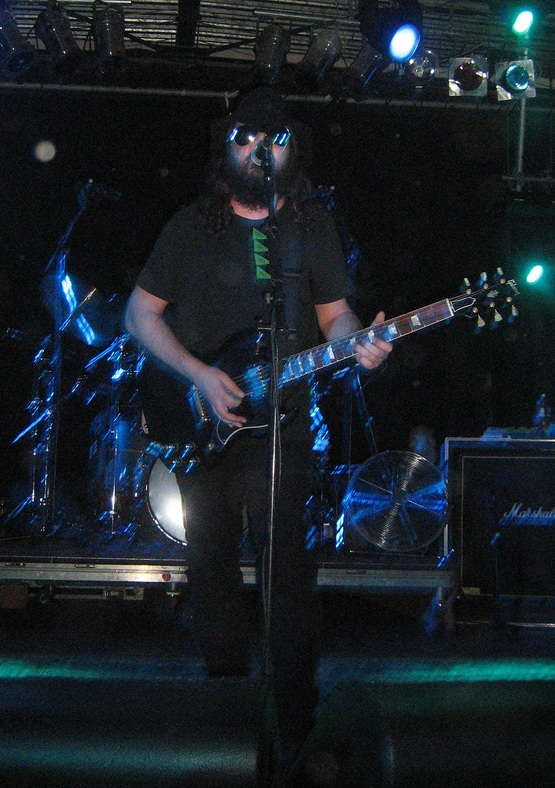
Daron Malakian 2008

Daron Malakian and Scars on Broadway (voorheen bekend als Scars on Broadway) is een Amerikaanse rockband.

## Geschiedenis
De band ontstond in 2003 toen Daron Malakian iets buiten System Of A Down wilde doen. In 2003 bestond de band uit Daron Malakian, Casey Chaos en Zach Hill en er kwamen opnamen van repetities vrij: de "Ghetto Blaster Rehearsels". Maar hetzelfde jaar nog viel alles weer stil en uiteindelijk werd in mei 2006 de draad weer opgepakt na de tijdelijke stop van System Of A Down. Een probleem was echter dat alleen Daron nog overbleef als lid van de band en daarom vroeg hij John Dolmayan om hem te vervoegen. De twee wilden hun fans in spanning houden door geen namen van andere bandleden bekend te maken. Ook werd vanaf eind februari 2008 op de website van de band afgeteld naar "iets" zonder dat er vermeld werd wat. De enige aanwijzing was de zin: Let's fuck the world and all its trend, they say it's all about to end. Na het ten einde lopen van de teller konden liefhebbers op de website een lied beluisteren, getiteld "They Say", waarin deze zin verschillende keren gezongen werd.
Op 8 juli 2008 bracht Scars on Broadway een nieuw nummer uit, getiteld Chemicals. Op 29 juli van 2008 verscheen het eerste album.

## Voormalige leden
- Casey Chaos (zanger van Amen)
- Zach Hill (drummer van bands als Team Sleep en Hella)

## "They Say"
De eerste vrijgegeven single van het debuutalbum was "They Say". Met kritische noten werd naar zeer veel situaties in de VS verwezen. Ook in de bijbehorende videoclip, die op 27 juni werd gepresenteerd, was hiervan veel merkbaar. De clip toonde vier mannen, van wie er twee niet voortdurend duidelijk zichtbaar waren: de bassist en een tweede gitarist - meer leden dan van tevoren bekend was. Het ging om Franky Perez en Dominic Cifarelli. Tevens maakte toetsenist-percussionist Danny Shamoun deel uit van de band.

## Discografie

### Albums
| Album met eventuele hitnotering(en) in de Nederlandse Album Top 100 | Datum van verschijnen | Datum van binnenkomst | Hoogste positie | Aantal weken | Opmerkingen |
| ------------------------------------------------------------------- | --------------------- | --------------------- | --------------- | ------------ | ----------- |
| Scars on Broadway                                                   | 2008                  | 02-08-2008            | 83              | 1            |             |
| Dictator                                                            | 2018                  | 20-08-2018            |                 |              |             |